# Parms
Der Parms war eine russische Masseneinheit (Gewichtsmaß) für Heu. Das Maß existierte neben der Grista.
- 1 Parms = 480 Grista = 240 Pud (Pfund) = 3926 kg